# エゾナキウサギの発見

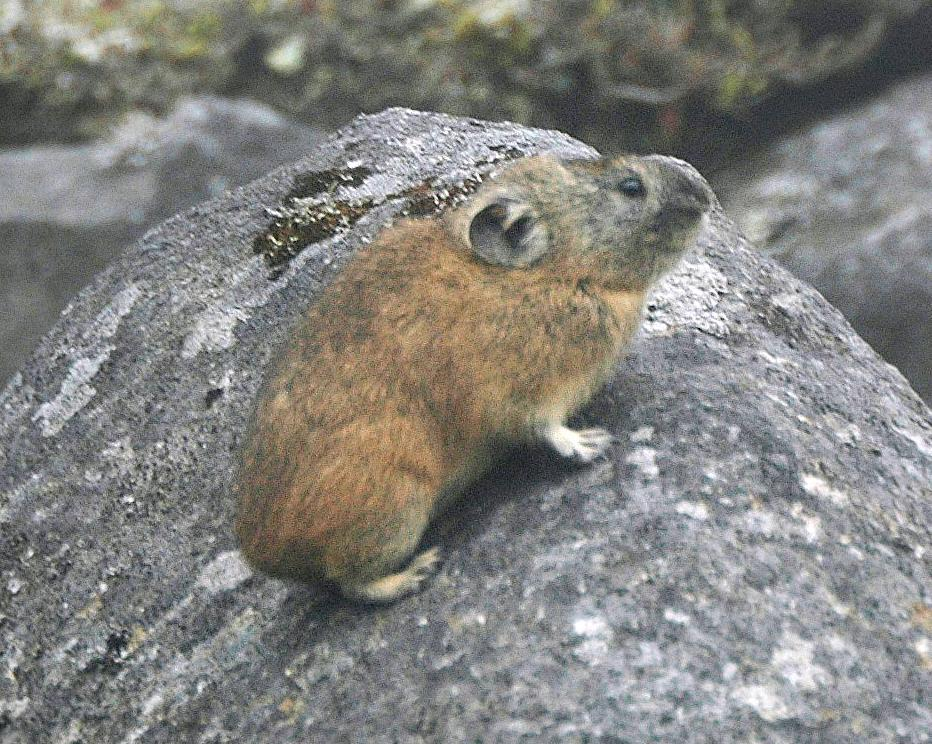
エゾナキウサギ（北海道鹿追町、2006年6月）

エゾナキウサギの発見（エゾナキウサギのはっけん）では、エゾナキウサギが発見される経緯と発見後の事象について説明する。
エゾナキウサギは1928年（昭和3年）10月に北海道置戸で捕獲された。この一件は新聞の記事になり、同年10月14日の『小樽新聞』に「置戸で捕へた珍獣」という見出しで掲載され、エゾナキウサギの存在が初めて広く世に知られることになった。

## 発見までの経緯
エゾナキウサギに関する文献や伝承は1928年（昭和3年）の置戸での捕獲まで存在しないと思われていたが、明治・大正期に十勝支庁管内の然別（しかりべつ）地区に入植した開拓民はエゾナキウサギが生息していることを知っていて、「ゴンボネズミ」と呼んでいた。しかしそのことが研究者に知られるのは後のことであった。開拓民よりも遥かに長く北海道に住むアイヌ民族はエゾナキウサギの存在を知っていたと推察できるが、アイヌの伝承にはエゾナキウサギのことは出てこない。また江戸時代以前に蝦夷地（北海道）を探検した和人によるエゾナキウサギに関する報告はない。小泉秀雄らの大雪山調査会が1911年（明治44年）から1925年（大正14年）の期間に大雪山で9回調査を行っているが、1926年（大正15年）に刊行された小泉の著書『大雪山：登山法及登山案内』にはエゾナキウサギに関する記述はない。1925年（大正14年）に置戸の山火事跡地でカラマツの苗木が動物に齧られる被害が発生するが、営林署ではこの害獣を「特殊野鼠」と称した。後にこの動物がエゾナキウサギであることが判明する。そして1928年（昭和3年）10月に特殊野鼠（エゾナキウサギ）が捕獲され、珍獣として新聞記事となる。

## 発見後の動き
1929年（昭和4年）11月4日の『LANSANIA』（『ランザニア』第1巻 第3号）に岸田久吉の「ハツカウサギ類雑報」に論考「ナキウサギ科に属する動物が北海道に居るか」が掲載される。続いて翌1930年（昭和5年）4月29日の『LANSANIA』（第2巻 第12号）には「蝦夷ハツカウサギ（蝦夷廿日兎）」を発表。同年5月になると島倉享次郎と犬飼哲夫が「新に北海道に発見されたるナキウサギに就て」の中で、学名Ochotona sp.と和名「なきうさぎ」を記述。「なきうさぎ」の命名者は島倉であるが、それはよく鳴くことに因む。

## 発見状況の詳細
エゾナキウサギによる食害発覚
網走支庁管内置戸町安住のオンネアンズ川の標高340m付近の岩や礫に覆われた急斜面において（北緯43度39分 東経143度30分 / 北緯43.650度 東経143.500度、海抜約400m）、1925年（大正14年）の山火事後にカラマツを植林した2ヶ所の区域の苗木が動物の食害にあう。苗木の齧り跡が既知のネズミ類やエゾリス、エゾユキウサギのもとは異なり、この未知の動物を「特殊野鼠」と称した。「特殊野鼠」駆除のために殺鼠剤を使用したが効果はなかった。
捕獲成功
1928年（昭和3年）10月、野付牛営林署の職員が鼠捕り器を考案し、カラマツの枝葉を餌として仕掛けたところ同月3日に3匹の捕獲に成功し、その後も数匹の捕獲に成功、総計約10匹の「特殊野鼠」を捕獲することができた。
反響
この捕獲は1928年（昭和3年）10月14日の『小樽新聞』に記事と写真が掲載された。その内容は次の通り。「森林に山火、虫害のほか野鼠の食害も相当侮りがたいものがある。道庁（北海道庁）ではこの野鼠を極力捕殺するやう督励しているが、この程北見置戸村付近において家鼠大の異様の小獣を発見捕獲した。写真の如きものであって種類名称を知るため北大（北海道帝国大学）で解剖に附し研究をしたが、これに似たものは満州におけるタルバカンと称するものでまた朝鮮にも同様なものが棲んでいるが、しかしこれ等とは形態において多少異なる点もあるので兎に角北海道では珍しいものと言はれている」新聞掲載時点では、エゾナキウサギの分類学上の種が不明であった。

## 名称の決定
学名命名
岸田久吉は機関誌『LANSANIA』（Vol.2, No.13, 1930年4月29日 刊）に「Diagnosis os a New Piping Hare from Yeso」と題した論考を発表し、発見された新種の動物の学名をOchotona yesoensis、和名を「エゾハツカウサギ」（蝦夷廿日兎）とした。同年5月、犬飼哲夫と島倉享次郎が『Transactions of the Sapporo Natural History Society』（Vol.11）に「On Ochotona, a New Rodent Unrecorded from Hokkaido - 新に北海道に発見されたるナキウサギに就て」を発表し、学名をOchotona sp.、和名を「なきうさぎ」とした。学名の命名は早く名付けられた名称を使用することになっているのだが、北海道の「なきうさぎ」は1811年（文化8年）にペーター・ジーモン・パラスが命名したナキウサギOchotona hyperboreaと同種と判断されたため、1930年（昭和5年）に岸田が命名したOchotona yesoensisは種名としては採用されず、エゾナキウサギの種名はOchotona hyperboreaとなった。しかし亜種名はOchotona hyperborea yesoensisとなった。
アイヌ語の名称
アイヌ語でのエゾナキウサギの名称は不明である。
俗称
エゾナキウサギの俗称は節「発見までの経緯」で前述したように「ゴンボネズミ」である。

## 学術的発見の遅れ
エゾナキウサギの存在は、開拓民の間で既に明治・大正期に知られており、それよりも以前にアイヌ民族が知っていたことが推察できる。しかし学術的に発見されるのは昭和初期の1928年（昭和3年）になってからである。なぜこのように学術的な発見が遅れたのかについて、1925年（大正14年）の大雪山調査に参加した犬飼哲夫は、1931年（昭和6年）に発表した報文「大雪山ナキウサギの食物貯蔵所に就て」の中で「エゾナキウサギとエゾシマリスの鳴き声が酷似しており区別がつかなかった」と述懐している。エゾナキウサギの存在を知らなかった1925年（大正14年）当時の調査では、未知のエゾナキウサギの鳴き声を耳にしても既知のエゾシマリスの鳴き声と思ってしまったものと推察される。

## 関連文献
ウェブサイト
- 安田雅俊『Lansania（蘭山會機關雑誌）リスト』〈1 - 127号（1929 - 1941年）〉2006年6月13日 更新 エラー: 日付が正しく記入されていません。（説明）。2010年1月12日閲覧。

出版物
- 小泉秀雄『大雪山：登山法及登山案内』大雪山調査会、旭川、1926年（大正15年） エラー: 日付が正しく記入されていません。（説明）。- 国立国会図書館 蔵。